# Liste de communautés anarchistes
Une liste de communautés anarchistes concerne des communautés libertaires fondées par des anarchistes ou qui fonctionnent selon la philosophie et les principes anarchistes, ainsi que les expériences de sociétés anarchistes à grande échelle.

## Historique
Des anarchistes ont été impliqués dans une grande variété d'expériences communautaires depuis le XIXe siècle.
Il existe de nombreux exemples de communautés qui s'organisent sur la base de principes libertaires dans le but de promouvoir les mouvements régionaux, anti-économique ou de contre-culture. Ceci inclut des communautés intentionnelles fondées dans un but d'expérimentation sociale ou d'organisations coopératives.
Historiquement, il y a que peu de réussite de sociétés de masse issues de processus révolutionnaires et qui s'installent dans la durée, comme en Ukraine libertaire, en Catalogne et Andalousie durant la révolution sociale espagnole de 1936 ou dans la région autonome Shimmin en Mandchourie.

## Colonies et communautés intentionnelles
Liste non exhaustive

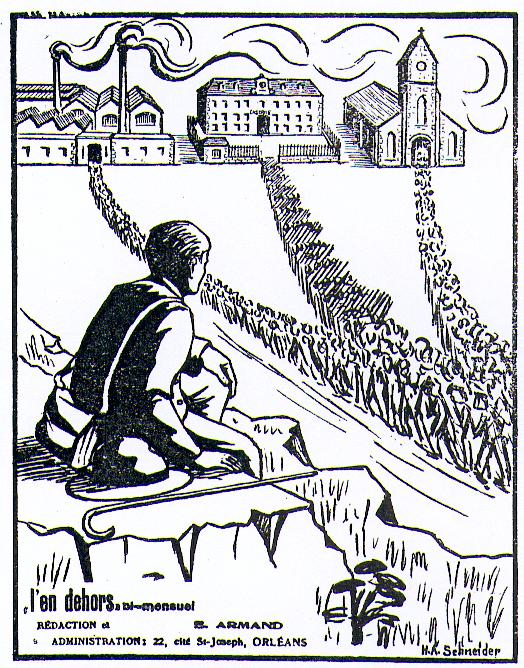
Une affiche pour le journal L’En-dehors.

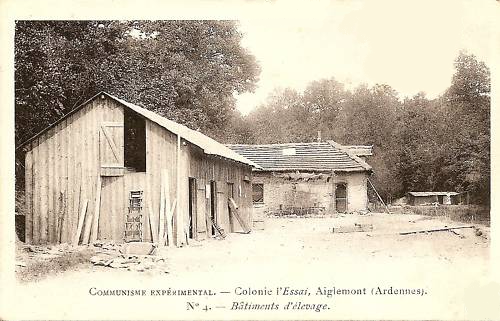
Communisme expérimental : colonie L'Essai à Aiglemont.

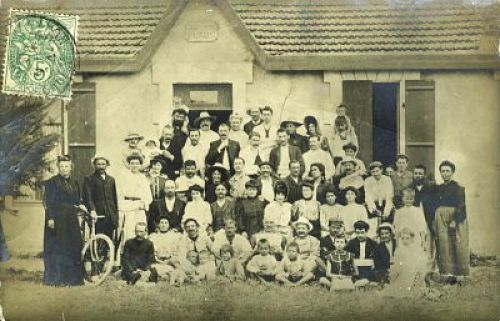
Libertaire-Plage en 1905 à Châtelaillon-Plage.

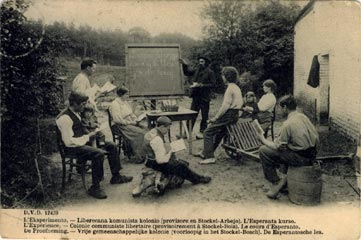
La colonie communiste libertaire, L'Expérience à Bruxelles.

- Libertalia, Madagascar (fin du XVIIe siècle).
- La Colonie, Condé-sur-Vesgre, France, inspirées des idées de Charles Fourier (1832-).
- Utopia, Ohio (en), Ohio, États-Unis (1847).
- La Communauté socialiste des Temps modernes (The Socialist Community of Modern Time), Long Island, New York, États-Unis, fondée par l'anarchiste individualiste Josiah Warren et rebaptisé Brentwood, New York (1851-1854).
- Twin Oaks (1967).
- La colonie de Cittadella, coopérative agricole et colonie libertaire créée par Giovanni Rossi, Stagno Lombardo, Italie (1887-1890).
- La Colônia Cecília, Brésil (1890-1894).
- Home Colony (en), Puget Sound, Washington, États-Unis (1895).
- Whiteway Colony (en), Gloucestershire, Angleterre (1898).
- Le Milieu libre de Vaux ou La Clairière de Vaux, Essômes-sur-Marne, France, serait le « premier milieu libre » anarchiste français et le seul non éphémère, par Georges Butaud et Sophia Zaïkowska (1902-1907)[1].
- La Ruche (école) de Sébastien Faure, Rambouillet, milieu libre éducatif et solidaire (1904-1917).
- La colonie L’Expérience, Bruxelles, Belgique (1905-1908).
- Libertaire-Plage, colonie de vacances libertaires, pour adultes et enfants, fondée le 1er juin 1905, à Châtelaillon-Plage en Charente-Maritime (1905-1908).
- La Colonie libertaire de Ciorfoli, Corse, France (1906).
- Life and Labor Commune (en), Moscou, (1921-1937).
- Stapleton Colony (en), Stapleton, États-Unis (1921).
- Sunrise Colony (en), Michigan, États-Unis, liée au mouvement yiddish, et notamment à la Freie Arbeiter Stimme (1933-1938).
- 1970 : Communauté libertaire de Villeneuve-du-Bosc, près de Foix  (Ariège) fondée entre autres par Marc Saracino, animée et analysée par  Pierre Méric.
- The Farm (Tennessee), Tennessee, États-Unis (1971).
- La  ville libre de Christiania, Copenhague, Danemark (26 septembre 1971-juin 2013).
- Coopératives Longo Maï, Limans, France, communauté rurale autogérée d’inspiration libertaire[2] (1973-).
- Communauté anarchiste du Moulin de Paris, Merlieux-et-Fouquerolles, France[3] (1973-).
- Les communautés de Jansiac (ou la nef des fous) dans les Alpes-de-Haute-Provence, lieu affecté à l'expérimentation d'une société anarchiste par l'exploration de l'Utopie topique[4], (1974- .).
- La Communauté Économique Anarchiste (Anarchist Economic Community), Gand, Belgique (1992)[5].
- Acorn Community Farm (en), Virginie, États-Unis (1993).
- Trumbullplex (en), Michigan, États-Unis (1993).
- Zone autonome de Capitol Hill (CHAZ), Seattle, États-Unis (2020).

## Sociétés de masse
- État libre islandais, Islande (930-1262).[réf. nécessaire]
- Commune de Paris, France (mars 1871-mai 1871).
- Révolution cantonale, Espagne (1873-1874).
- République de Strandja, Bulgarie (Août-septembre 1903).
- République socialiste de Basse-Californie, Mexique (1911).
- République des conseils d'Alsace Moselle, Allemagne (8 novembre 1918-22 novembre 1918).
- Ukraine libertaire, Ukraine (novembre 1918-1921).
- République des conseils de Bavière, Allemagne (avril 1919-Mai 1919).
- Région autonome de Shinmin (Shinmin autonomous region), Corée (1929-1932).
- Révolution sociale espagnole de 1936, Catalogne, Aragon et Andalousie, Espagne (1936-1937).
- Insurrection de Budapest, Hongrie (octobre 1956-novembre 1956).
- Chiapas, Mexique (1994-).
- Rojava, Kurdistan Syrien (2012-).